# 6608 Davidecrespi
6608 Davidecrespi è un asteroide della fascia principale. Scoperto nel 1991, presenta un'orbita caratterizzata da un semiasse maggiore pari a 2,4500775 UA e da un'eccentricità di 0,1935908, inclinata di 11,12993° rispetto all'eclittica.
L'asteroide è dedicato all'astrofilo italiano Davide Crespi che opera dall'Osservatorio di Suno.